# Megametopon
Megametopon is een geslacht van vlinders van de familie spanners (Geometridae), uit de onderfamilie Ennominae.

## Soorten
- M. grisolaria (Eversmann, 1848)
- M. piperatum Alphéraky, 1892